# Хафрада
Хафрада (хебрејски језик: הפרדה, букв. 'одвајање, раздвајање') је политика владе Израела да одвоји израелско становништво од палестинског становништва на окупираним палестинским територијама, што се односи на Западну обалу и појас Газе.
Јицак Рабин, израелски премијер од 1992-1995. године, био је први који се заложио за изградњу физичке баријере између Израелаца и Палестинаца. Након самоубилачког бомбашког напада у Беит Лиду 1995. године у којем су убијена 22 Израелца, Рабин је изјавио да је одвајање неопходно да би се већина израелских Јевреја заштитила од палестинског тероризма. Од свог првог јавног представљања, концепт претворен у политику или парадигму која доминира израелским политичким и културним дискурсом и дебатом.
Политику раздвајања одржавале су узастопне израелске владе, које су изградиле баријеру Израел-Газа и израелску баријеру Западне обале (Гедер Ха'хафрада, на хебрејском „ограда за раздвајање“). Израел је 2005. године извршио повлачење из Газе, које је укључивало евакуацију израелских насеља и Израелске одбрамбене снаге из Појаса Газе. Затварање Западне обале је такође наведено као пример те политике.
Друга имена за хафрада када се разговара на енглеском укључују једнострану раздвајање или једнострано одвајање Aaron Klieman је разликовао планове за поделу на основу "hafrada", коју је превео као одвајање; и "hipardut", преведен као одвајање. Хебрејска реч "hafrada"(Хафрада) може да подразумева и раздвајање и сегрегацију. Критичари су повезали политику Хафраде са апартхејдом, и други тврде да реч "хафрада" носи "упадљиву сличност" са јужноафричком употребом тог термина.
Специјални известилац Уједињених нација Ричард А. Фалк је 2014. године више пута користио тај израз у свом "Извештају специјалног известиоца о ситуацији људских права на палестинским територијама окупираним од 1967. године".

## Историја

### Стање 90тих година 20. тог века
Јицак Рабин је први предложио стварање физичке баријере између Израелаца и Палестинаца 1992 године, а до 1994 године, изградња прве баријере - Газа-Израелске баријере - је почела У јануару 1995 године, Палестински исламски џихад је извршио двоструки самоубилачки напад на кружном путу Беит Лид близу Нетаније, убивши 22 Израелца Након напада, Рабин је навео циљеве овог предузећа, изјављујући да,
Овај пут мора да води до раздваја, иако не према границама пре 1967 године. Желимо да постигнемо раздваја између нас и њих Не желимо да већина јеврејских становника државе Израел, 98% од којих живи у границама сувереног Израела, укључујући уједињени Јерусалим, буде изложена тероризму.
Први израелски политичар који је успешно водио кампању на платформи заснованој експлицитно на раздвајању, под слоганом "Ми овде. Они тамо", био је Ехуд Барак.
У америчком часопису Policy Review, пише Eric Rozenman:
„Барак је 1998. објаснио хафраду – раздвајање – овако: „Требало би да се физички одвојимо од Палестинаца, по препоруци америчког песника Роберта Фроста, који је својевремено написао да добре ограде чине добре комшије. Оставити их [изван] граница то ће бити договорено и изградити Израел“.
Усвајање политике раздвајања од стране израелске владе је генерално заслужно за идеје и анализе Даниел Шуефтан као што је изражено у његовој књизи из 1999. године, Korah Ha'hafrada: Yisrael Ve Harashut Ha'falestinit или "Раздруживање: Израел и палестински ентитет". Алтернативни превод наслова на енглеском гласи: „Потреба за одвајањем: Израел и Палестинске власти.“ У њему, Daniel Schueftan разматра нове и постојеће аргументе који леже у основи различитих ставова о раздвајању, како би образложио одвајање од Палестинци, почевши од оних на Западној обали и Гази. Daniel Schueftan фаворизује ставове политичара попут Јицака Рабина и Ехуда Барака за „тврдо одвајање“, док став политичара попут Шимона Переса карактерише као „меко раздвајање“.
Након што је преузео дужност 1999. године, Барак је кренуо да „стимулише расправу у кабинету о раздвајању“ тако што је својим министрима поделио копије манифеста Daniel Schueftan, професора Универзитета у Хаифи, „Раздруживање“. Политику раздвајања је касније усвојио Израелски савет за националну безбедност, где је Daniel Schueftan такође био саветник. Према Гершону Баскину и Шерон Розенберг, књига Daniel Schueftan изгледа као „радни приручник за Израелске одбрамбене снаге и широке израелске политичке кругове“ за примену и „једнострану изградњу зидова и ограда“.

### Стање 2000тих година
Друга интифада, велика палестинска побуна против Израела, трајала је од 2000. до 2005. године. Овај период обележили су интензивни и бројни палестински самоубилачки напади, од којих је већина била усмерена на израелске грађане. Између 2001. и 2005. године, ове самоубице убили су 491 израелског држављанина, претварајући цивилни живот у бојно поље. Као резултат тога, израелска влада је одустала од наде у дипломатско решење сукоба и прихватила стратегију једностраног повлачења.
У фебруару 2001. године, Meir Indor, потпуковник у Израелским одбрамбеним снагама, изјавио је да је „хафрада (раздвајање) – они су тамо, а ми смо овде“ постала „нова идеологија“ и „нова реч за оне који маштају о миру“.
Meir Indor је упутио оштре критике према предложеном мировном споразуму Аријела Шарона који је изнео током избора 2001. године на којима је Шарон тврдио да ће обезбедити „мир и безбедност“ тако што ће „хафраду учинити дужином и ширином земље“. Године 2002, Rochelle Furstenberg из часописа Hadassah Magazine извијестила је да је концепт "једностраног раздруживања" био непознат јавности осам мјесеци раније, али да је та идеја добила на замаху.
Влада Аријела Шарона је 2002. године започела радове на израелској баријери на Западној обали у области Шива. Израел је од тада тврдио да је баријера од виталног значаја за спречавање палестинских нападача у израелским градовима. Daniel Schueftan је описао баријеру као „физички део стратегије“ једностраног одвајања. Daniel Schueftan је објаснио да: „Она чини стратегију могућом јер не можете рећи 'ово је оно што ћу укључити, а ово је оно што ћу искључити' без физичке баријере која спречава кретање између то двоје“.
Израел је 2005. године извршио повлачење из Газе (хебрејски језик: עברעתההתנתקות, романизовано: Tokhnit HaHitnatkut, буквално значење у преводу 'план раздруживања'), једнострано демонтажу 2005. године и израелско насеље Газе и 21. Израелски огранак у Израелу из унутрашњости Појаса Газе. Премијер Ариел Шарон првобитно је назвао свој једнострани план раздруживања „план одвајања“ – на хебрејском, Tokhnit HaHitnatkut, пре него што је схватио да је „раздвајање звучало лоше, посебно на енглеском језику, јер је посећало на реч апартхејд“. План је представљен израелској јавности средином децембра 2003. године.Званично усвојен од стране израелске владе и усвојен у августу 2005. године, једнострани план раздруживања резултирао је разградњом свих насеља у Појасу Газе и четири насеља на северној Западној обали. Daniel Schueftan је окарактерисао Шаронов једнострани план раздруживања као само први корак у „ширем историјском процесу“.
Рекавши The Jerusalem Report 2005. године да би могао „чак и да закачи датуме на њему“, предложио је да ће 2007. или 2008. године доћи до још једног великог раздруживања на Западној обали; и да ће Израел пре 2015. године једнострано поделити Јерусалим по сопственом избору. Daniel Schueftan је тврдио да "основна карактеристика" повлачења није да ће донети мир, већ да ће спречити "вечни терор".
Спровођење хафраде је настављено под владом премијера Ехуда Олмерта.

## Анализа и дебата
У октобру 2000. новинар Haaretz Гидеон Леви коментарисао је за Courrier International да је јавна подршка огромне већине за "хафраду" резултат незаинтересованости просечног Израелца према историји и многим Палестинцима – што је супротставио захтеву Израела да Палестинци проучавају Холокауст да би разумели јеврејске мотиве.
У Mapping Jewish Identities, објављеном исте године (2000), Ади Офир је изнео подршку за оно што он назива „главним елементом система апартхејда – (хафрада) између Израелаца и Палестинаца“, међу ционистима који говоре у фаворизовање људских права може се приписати унутрашњим противречностима у ционистичкој идеологији.
Године 2002. телевизијски пренос The McLaughlin Group на тему политике одвајања Израела почео је речима: „Јевреји то зову хафрада, „одвајање“, на хебрејском. Критичари то називају апартхејдом. ункуоте, „једнострано повлачење.“ То је идеја која је стекла упориште у Израелу.“
Према Смиту и Корделу, сматра се да примена политике Хафраде користи културну аутономију као изговор за принудну сегрегацију.

## Значајни примери употребе

### Од Израелаца
- Eitan Harel, професор биологије на Хебрејском универзитету у Јерусалиму, изјавио је за Ле Монде Дипломатикуе у мају 1996. године: „Наши приоритети су се променили. Сан о великом Израелу замењен је реалношћу малог Израела. Људима је важно да живе боље овде, а ако их питате шта желе и чекају, већина одговора је: хафрада, раздвајање."[тражи се извор]
- Esther Zandberg је описала уметничку изложбу под називом „Хафрада (Раздвајање)“ у издању Haaretz из јуна 2005. године као што се састоји од слика 12 места раздвајања које су фотографисали Јаир Барак, Орит Симан-Тов и Амит Грун који представљају „зидове апартхејда између Цезареје и Jisr az-Zarqa и између Нир Звија и арапског насеља Пардес Снир у Лоду; архитектонска монструозност кула на плажи Кармел у Хаифи, које се као подигнута песница уздижу насупрот очајног насеља Невех Давид; претећи зид који окружује луксузно стамбено насеље Холиланд у Јерусалиму; и неколико других локација."[12]
- У раду под насловом „Нишул (расељавање): Израелски облик апартхејда“, Џеф Халпер из Израелског комитета против рушења кућа, написао је да је: „Хафрада (апартхејд на африкансу) је званични хебрејски израз за израелску визију и политику према Палестинцима у окупираних територија – и, могло би се тврдити (са квалификацијама), унутар самог Израела.

### Од Палестинаца
- Од 2003. године, велечасни Наим Атик из палестинског хришћанског центра за теологију екуменског ослобођења, Сабел, са седиштем у Јерусалиму, инсистира на коришћењу термина хафрада да опише политику Израела према Палестинцима,[36] истовремено примећујући његову сличност у значењу са речју апартхејд.
- У дискусији 2006. години о изгледима за мирно решење израелско-палестинског сукоба коју је спонзорисао Институт за стратешке и развојне студије, Mazin Qumsiyeh, бивши професор и генетичар са Јејла и заговорник решења једне државе, рекао је: „Сада, Израел данас користи нову реч. Вероватно сте чули да је погрешно преведена. На хебрејском се зове хафрада. Хафрада значи буквално сегрегација или раздвајање. Али у најгорој израелској пропагандној машини на CNN-у и другим новинским кућама користе реч 'конвергенција'— чули сте за Олмертову конвергенцију. Конвергенција не значи ништа. Шта је конвергенција? То није превод од хафрада. Хафрада значи сегрегација, раздвајање; то значи."[37]

### Од активиста и заступничких организација
- Израелска баријера на Западној обали или Geder Ha'hafrada позната је у неким активистичким круговима као Хафрадин зид[36][38][39]
- Џејмс Бовен је 2006. године написао у уводнику мишљења у Haaretz да он и колеге активисти из кампање солидарности Ирске и Палестине виде „хафраду (раздвајање) као ционистички облик апартхејда“ и тврдио да „Израел треба третирати као стару Јужну Африку“.[40]
- У медијском саопштењу од 30. маја 2006. године под насловом Sunday Herald's Linguistics Gymnastics, Honest Reporting UK се бавио употребом речи хафрада од стране уредника Sunday Herald David Pratt. У њему се наводи да „само летимичан поглед на хебрејско-енглески речник открива да термин 'Хафрада' не значи буквално 'апартхејд'. Такође, као концепт, 'Хафрада' сигурно није ушао у израелски лексикон, већ, израз „Гедер Хафрада“ („ограда за раздвајање“) који се односи на израелску безбедносну баријеру. Стога Прат намерно и непоштено тврди да су Израелци почели приватно да користе сопствени израз за „апартхејд“ док нетачно наводи да је израелска безбедносна баријера и идеологија апартхејда су једно те исто“.[41]

### Од новинара
- Дана 26. маја 2006. године, Дејвид Прат, страни уредник Sunday Herald написао је да је: „Чак и међу Израелцима, термин 'Хафрада', 'одвајање или апартхејд на хебрејском' ушао је у мејнстрим лексикон, упркос оштром порицању јеврејске државе да је укључени у било који такав процес“.[41]
- У чланку из јануара 2007. године под насловом „Даље фусноте о ционизму, Јодеру и Бојарину“, Ален Еп Вивер је написао да су „стратешки демографски и територијални циљеви“ донели „политику хафраде, хебрејски за раздвајање“.[9]